# Ainda Resta uma Esperança
Ainda Resta uma Esperança é uma telenovela brasileira produzida pela extinta TV Excelsior e exibida de 4 de março a 8 de maio de 1965 no horário das 19 horas, totalizando 58 capítulos. Foi escrita por Júlio Atlas e dirigida por Waldemar de Moraes.
Uma proposta ousada para a época: uma mulher casada, vendo o casamento desmoronando, decide abortar sua gravidez. Tanta audácia fez de Ainda Resta uma Esperança a primeira telenovela a ter problemas com a censura da ditadura militar do Brasil, que obrigou a emissora a mudar o título original (As Desquitadas).

## Elenco
| Ator/Atriz            | Personagem |
| --------------------- | ---------- |
| Rosamaria Murtinho    | Ivani      |
| Francisco Cuoco       | Alcides    |
| Maria Aparecida Alves | Georgette  |
| Astrogildo Filho      | Manfredo   |
| Lourdes Rocha         | Edith      |
| Rachel Martins        | Conceição  |
| Altair Lima           |            |
| Machadinho            |            |
| Lourdinha Félix       |            |
| Renato Master         |            |
| Edmundo Lopes         |            |
| Wilma de Aguiar       |            |
| Geny Prado            |            |
| Tony Vieira           |            |